# Kvalifikace na Mistrovství světa ve fotbale 1958 (CAF a AFC)
Společná Kvalifikace na Mistrovství světa ve fotbale 1958 pro zóny CAF a AFC určila jednoho účastníka finálového turnaje.
Před startem společné africké a asijské zóny byly dva týmy vyloučeny. Do kvalifikace tak měla vstoupit desítka týmů. Nejhorší dvojice se v předkole měla utkat doma a venku o postup do první fáze. V té byla devítka týmů rozlosována do čtyř skupin po třech, resp. dvou celků. Vítězové skupin následně měli postoupit do druhé fáze, kde měli utvořit jednu skupinu, ze které měly první dva týmy postoupit do třetí fáze hrané doma a venku, jejíž vítěz měl postoupit na MS. Vzhledem k odhlášení mnoha týmů se Izrael stal vítězem této kvalifikační zóny bez boje. Vzhledem k pravidlu, že se nikdo kromě pořadatele a obhájce titulu nemůže na MS kvalifikovat bez odehrání jediného zápasu, byl Izraeli nalosován ve speciální baráži jeden z vyřazených evropských týmů. Vítěz této baráže postoupil na MS.

## Předkolo
Tchaj-wan se vzdala účasti, takže  Indonésie postoupila do první fáze bez boje.

## První fáze

### Skupina 1
Hongkong se vzdal účasti.
| Poř. | Tým       | B | Z | V | R | P | VG | IG | Prům. |
| ---- | --------- | - | - | - | - | - | -- | -- | ----- |
| 1=   | Indonésie | 2 | 2 | 1 | 0 | 1 | 5  | 4  | 1.25  |
| 1=   | Čína      | 2 | 2 | 1 | 0 | 1 | 4  | 5  | 0.8   |

| Datum                    | Domácí    | Výsledek | Hosté     |
| ------------------------ | --------- | -------- | --------- |
| 12. května 1957, Jakarta | Indonésie | 2 – 0    | Čína      |
| 2. června 1957, Peking   | Čína      | 4 – 3    | Indonésie |

Týmy Čína a Indonésie měly stejný počet bodů. O postupu rozhodl zápas na neutrální půdě.
| Datum                   | Domácí    | Výsledek       | Hosté |
| ----------------------- | --------- | -------------- | ----- |
| 23. června 1957, Rangún | Indonésie | 0 – 0 (prodl.) | Čína  |

Rozhodující zápas nerozhodl ani po prodloužení. Indonésie postoupila do druhé fáze díky lepšímu gólovému průměru.

### Skupina 2
Turecko odmítlo hrát v asijské zóně. Izrael postoupil do druhé fáze bez boje.

#### Skupina 3
Kypr se vzdal účasti, takže Egypt postoupil do druhé fáze bez boje.

#### Skupina 4
| Poř. | Tým   | B | Z | V | R | P | VG | IG |
| ---- | ----- | - | - | - | - | - | -- | -- |
| 1    | Súdán | 3 | 2 | 1 | 1 | 0 | 2  | 1  |
| 2    | Sýrie | 1 | 2 | 0 | 1 | 1 | 1  | 2  |

| Datum                    | Domácí | Výsledek | Hosté |
| ------------------------ | ------ | -------- | ----- |
| 8. března 1957, Chartúm  | Súdán  | 1 – 0    | Sýrie |
| 24. května 1957, Damašek | Sýrie  | 1 – 1    | Súdán |

Súdán postoupil do druhé fáze.

## Druhá fáze
Indonésie se vzdala účasti po tom, co FIFA odmítla žádost odehrát jejich zápas proti Izraeli na neutrální půdě. Egypt se také vzdal účasti.
Týmy Izraele a Súdánu postoupily do třetí fáze bez boje.

## Třetí fáze
Súdán odmítl hrát proti Izraeli a vzdal se účasti. Izrael se stal vítězem africké a asijské zóny bez boje. Vzhledem k pravidlu, že se nikdo kromě pořadatele a obhájce titulu nemůže na MS kvalifikovat bez odehrání jediného zápasu, byl Izraeli nalosován ve speciální baráži jeden z vyřazených evropských týmů. Vítěz této baráže postoupil na MS.

## Speciální baráž
| Poř. | Tým    | B | Z | V | R | P | VG | IG |
| ---- | ------ | - | - | - | - | - | -- | -- |
| 1    | Wales  | 4 | 2 | 2 | 0 | 0 | 4  | 0  |
| 2    | Izrael | 0 | 2 | 0 | 0 | 2 | 0  | 4  |

| Datum                     | Domácí | Výsledek | Hosté  |
| ------------------------- | ------ | -------- | ------ |
| 15. ledna 1958, Ramat Gan | Izrael | 0 – 2    | Wales  |
| 5. února 1958, Cardiff    | Wales  | 2 – 0    | Izrael |

Wales postoupil na Mistrovství světa ve fotbale 1958.